# Fistulariídeos
Fistulariídeos (Fistulariidae) são uma pequena família monotípica de peixes marinhos tropicais da ordem Syngnathiformes caracterizados por apresentarem o corpo extremamente alongado, sendo conhecidos como peixes corneta. A família integra um único género, o género Fistularia, com quatro espécies.

## Descrição
Com comprimentos até 200 cm, os peixes do género Fistularia apresentam um aspecto alongado semelhante às enguias, das quais se distinguem pela presença de um longo focinho e pela morfologia das suas barbatanas.
As barbatanas dorsais e anais das espécies deste género têm raios desiguais, sendo muito desenvolvidas. A barbatana caudal, é bifurcada com um raio central extremamente alongado, o qual forma um longo apêndice filamentoso.
O habitat preferido são as águas costeiras ou os recifes de coral, onde se alimentam de pequenos peixes, crustáceos e diversos tipos de invertebrados.
Os peixes desta família têm pouco interesse para a pesca, mas podem ser encontrados ocasionalmente em mercados das regiões tropicais.

## Espécies
Família Fistulariidae
- Género Fistularia
  - Fistularia commersonii Rüppell, 1838 (Peixe corneta de Commerson)
  - Fistularia corneta Gilbert & Starks, 1904 (Peixe corneta da Baja Califórnia)
  - Fistularia petimba Lacépède, 1803 (Peixe corneta comum ou Corneta vermelha)
  - Fistularia tabacaria Linnaeus, 1758 (Peixe corneta pintado)